# Дианетика
Дианетиката е псевдонаука. Тя е създадена от писателя на научна фантастика и създател на сциентологията – Л. Рон Хъбард, и представлява набор от идеи и практики за метафизичната връзка между ума и тялото. Практикува се от сциентолози, други независими групи и последователи на „Ислямската нация“. Дианетиката разделя ума на три части: съзнателен аналитичен ум, подсъзнателен реактивен и соматичен. Целта е да се изтрие съдържанието от подсъзнателния ум, който включва отминали болезнени преживявания. Идеята е човек да се справи с тях. Процедурата се нарича „одит“, и се извършва от „одитор“.
Основната концепция в дианетиката гласи, че подсъзнателният ум „помни“ информация, благодарение на енграми. Енграмата е „запис/отпечатък“ на минали възприятия и събития в паметта, оставени някога от определени дразнители. Тя има власт над тялото и сякаш може да функционира като отделно същество. Енграмата е емоционално негативна и се образува, когато съзнателният ум е отслабен или изключен (трансови състояния, сътресение на мозъка). Тогава подсъзнателният ум работи (всъщност непрекъснато) активно и запаметява всички усещания и възприятия от тялото и околната среда под формата на енграма. При отслабено съзнание, подсъзнателният ум „улавя“ случващото се, така както при хипноза възприема внушенията от хипнотизатора. Целта на дианетиката е да помогне на човек да се отърве от негативните ефекти на подсъзнателния ум, като многократно го кара да преминава през енграми (като на лента), в резултат на което те престават да му оказват влияние.
Пример за енграма е жена, която е ударена и пада в безсъзнание в къщата си. Крещят ѝ, че е лоша, докато я ритат. Някой удря стол в пода. Под прозореца минава кола. По този начин се оформя енграма, когато жената е била в безсъзнание, но нейния подсъзнателен ум сякаш е активен и „попива“ постъпващата информация. Тази енграма ще съдържа „запис“ на всички усещания и възприятия по време на инцидента: телесната и емоционална болка, звуците от стола и преминаващата кола, гласът с обидите или други гласове, ароматите и вкусовете тогава.